# Jędrzychów (Zielona Góra)

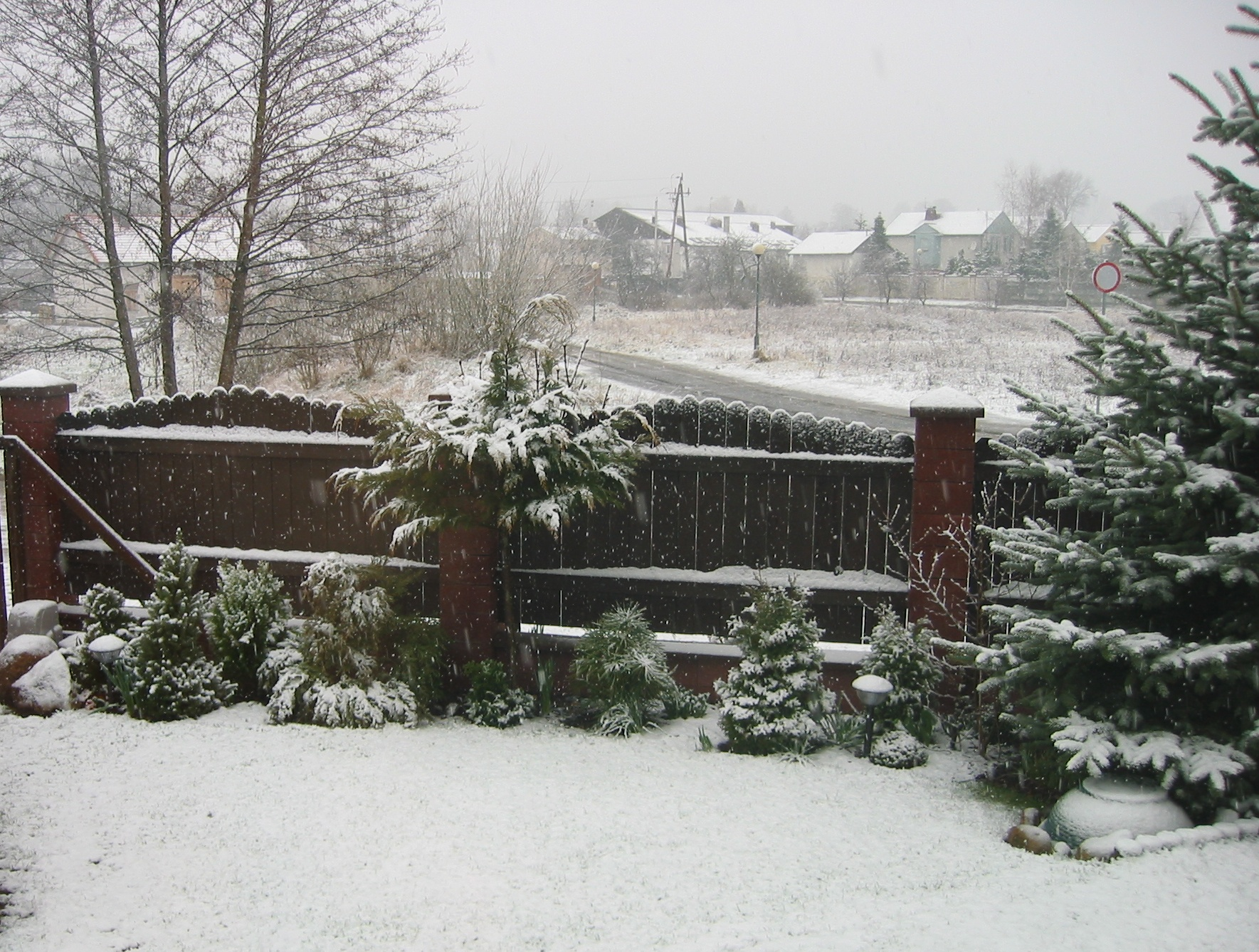
Jędrzychów w zimowej szacie

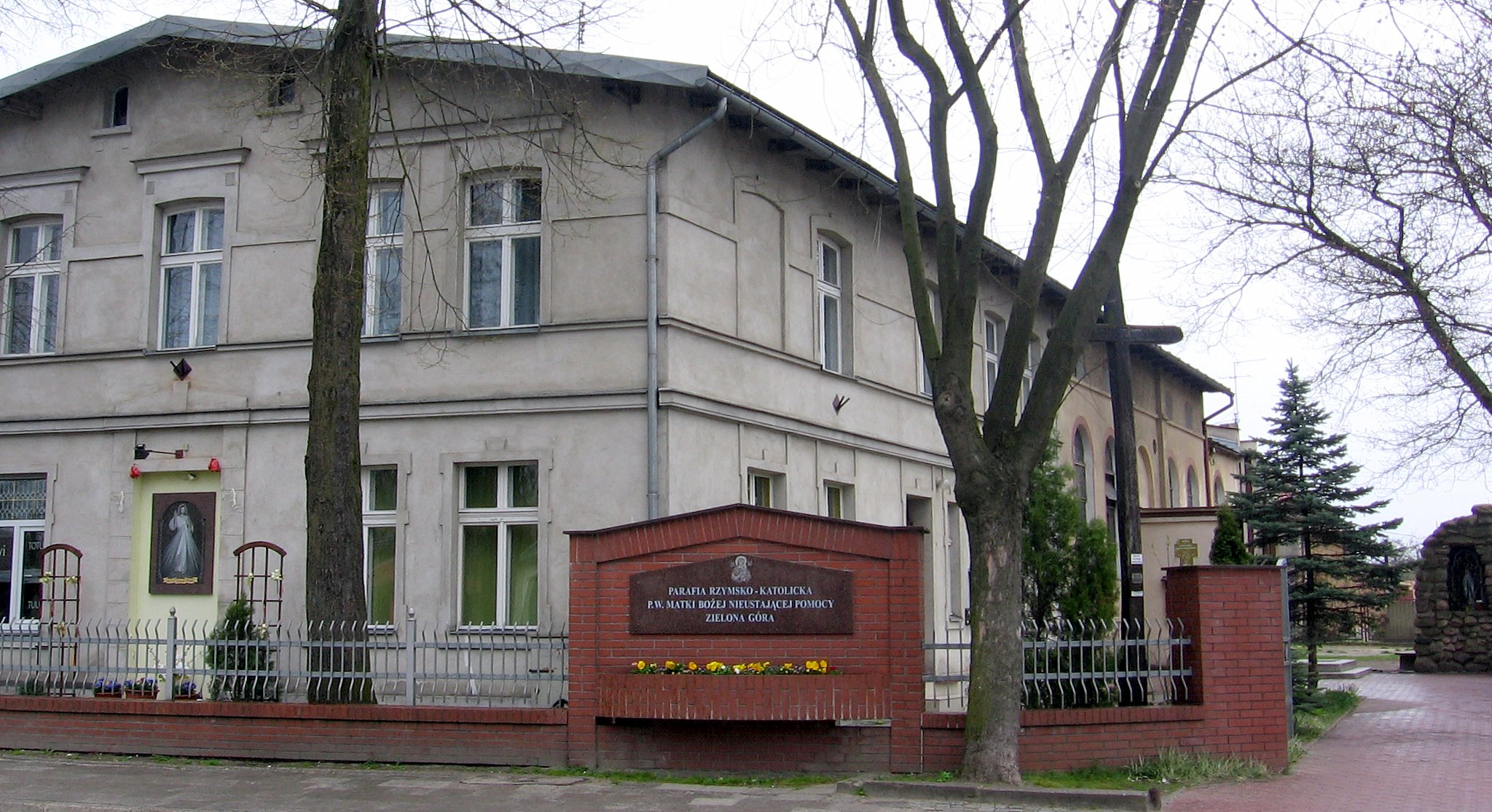
Kościół katolicki pw. Matki Bożej Nieustającej Pomocy, ul. Jędrzychowska

Jędrzychów (do 1945 niem. Heinersdorf) – dzielnica miasta Zielona Góra, zlokalizowana w południowej części miasta, wokół ulicy Jędrzychowskiej – trasy wylotowej do Kożuchowa (droga wojewódzka nr 283).

## Historia
Dawniej samodzielna wieś o niemieckiej nazwie Heinersdorf (także Heinrichesdorff, Heinrichsdorf, Klein Heinersdorf) pochodzącej przypuszczalnie od imienia fundatora. Jędrzychów wymienia się po raz pierwszy w dokumencie z 1302 wystawionym przez ówczesnego właściciela – Hermana von Bonsch. Jędrzychów jest tam opisany jako miejscowość znajdująca się w pobliżu Zielonej Góry. Należy więc domniemywać, że ta ostatnia miała już w tym okresie znaczny status. Wspomniany dokument przekazywał wieś w posiadanie klasztoru w Bytomiu Odrzańskim. W 1314 klasztor zostaje przeniesiony do Szprotawy, lecz Jędrzychów pozostaje własnością kościelną aż do kasaty zakonu w 1810 roku.
Z powodu bliskości większego ośrodka wieś nigdy nie posiadała własnego kościoła, lecz tylko kaplicę cmentarną z drewnianą wieżą (według spisu z 1686 r.). Po włączeniu wsi w granice Zielonej Góry w Jędrzychowie ustanowiono parafię pod wezwaniem Matki Bożej Nieustającej Pomocy, która przez pewien czas działała w tymczasowej lokalizacji przy ul. Jędrzychowskiej, a od 2015 roku w nowym kościele przy ul Szmaragdowej.
W 1911 przeprowadzono przez wieś linię Kolei Szprotawskiej. Przystanek osobowy znajdował się w okolicach dzisiejszej ulicy Kąpielowej. Linia to została zlikwidowana po II wojnie światowej. Jedynymi pozostałościami po niej są niektóre ciągi drogowe i piesze oraz rampa znajdująca się w lesie za ulicą Mieczykową.
W latach pięćdziesiątych Jędrzychów został połączony z miastem jedną z pierwszych linii autobusowych, od 1954 r. wieś należała i była siedzibą gromady Jędrzychów, a 1 stycznia 1962 został włączony w granice Zielonej Góry. Od lat osiemdziesiątych trwa budowa nowych osiedli mieszkaniowych zmieniających dawny charakter wsi.

## Podział
W Jędrzychowie przeważa zabudowa jednorodzinna oraz niska wielorodzinna (domy szeregowe) oraz pozostałości zabudowy wiejskiej. W skład Jędrzychowa wchodzi pięć osiedli: 
- Osiedle Kwiatowe
- Osiedle Uczonych
- Osiedle Bajkowe
- Osiedle Kamieni Szlachetnych
- Osiedle Milenijne

Nazwy niektórych nowo powstałych ulic w ich obrębie odpowiadają nazwom tych osiedli np. Nagietkowa i Liliowa, Nobla, Łukasiewicza i Domeyki, Kopciuszka i Pinokia, Nowojędrzychowska, Wronia.

## Obiekty
W miejscowości znajdują się:
- Szkoła Podstawowa nr 8, ul. Kąpielowa
- Przedszkole nr 13, ul. Jęczmienna
- Kąpielisko Miejskie, ul. Botaniczna
- Kościół katolicki pw. Matki Bożej Nieustającej Pomocy, ul. Szmaragdowa
- Cmentarz Komunalny, ul. Kąpielowa